# Passiflora standleyi
Passiflora standleyi är en passionsblomsväxtart som beskrevs av Ellsworth Paine Killip. Passiflora standleyi ingår i släktet passionsblommor, och familjen passionsblomsväxter. Inga underarter finns listade i Catalogue of Life.